# 栗川用常
栗川 用常（くりかわ もちつね、生没年不詳）は、江戸後期の薩摩藩士。通称・孫平、孫六。先代は栗川用昌。
島津一門家の一つ、今和泉島津家の有力家臣・三家の出身。栗川氏は島津氏庶流の家柄でもある。先代の孫六用昌は島津忠厚・忠喬親子に仕えた重臣で、用常も忠喬に仕えていた。役人として当主島津忠剛に忠剛が世子時代の頃から出仕し、主に家政改革に労を尽くした。没年は不明だが、今和泉家を継いだ島津忠冬の時代では、栗川用郡に家督を譲って隠居している。

## 系譜
- 父：栗川用昌
- 母：不詳
- 継承者：栗川用郡